# Дьорнберг (род)
Дьорнберг (на немски: Freiherren von Dörnberg е стар благороднически род от Северен Хесен, който съществува и днес. Те са фрайхерен на Дьорнберг. От 1732 г. фамилията има дворцовата служба на сенешал (Hofamt des Erbküchenmeisters) в Ландграфство Хесен.
Фамилията се появява за пръв път в документ на манастир Хазунген през 1100 г. с Rettwardes de Doringeberc. Името на фамилията идва от Дьорнберг в регион Касел. Тяхната резиденция е замък Херцберг при Брайтенбах на Херцберг в окръг Херсфелд-Ротенбург.
Освен това от 30 октомври 1463 г. фамилията притежава и дворец Хаузен (при Обераула). Родът е протестантски.

## Известни от фамилията
- Йохан фон Дьорнберг, 1211 г. комец на Света Елисавета Унгарска
- Ханс фон Дьорнберг (баща), маршал на Хесен, 1416 г. първият амтман на Лудвигщайн
- Ханс фон Дьорнберг (син) (23 юли 1427 – 1506), дворцов майстор (министър) на Горен Хесен, получава замък Херцберг, дворец Хаузен (Обераула), също Нойщат при Марбург (където си построява дворец Дьорнберг от 1477 до 1489 г.)
- Херман фон Дьорнберг (1496 – 5 юни 1529), теолог, реформатор.
- Йохан Каспар I фон Дьорнберг (25 ноември 1616 – 30 октомври 1680), ландграфски съветник и президент в Хесен-Касел, дипломат в Париж и Виена, на 16 април 1663 (Виена) от император Леополд на фрайхер.
- Йохан Каспар II фон Дьорнберг (17 май 1689 – 6 февруари 1734), президент към Касел, на 18 април 1732 г. става „Erbküchenmeister“ на Хесен.
- Волфганг Фердинанд фрайхер фон Дьорнберг (30 август 1724 – 9 септември 1793), син на Йохан Каспар II, ландграфски хесенски държавен министър, пруски министър на правото (при Фридрих Велики), 3. Erbküchenmeister в Хесен.
- Вилхелм Каспар Фердинанд фон Дьорнберг (14 април 1768 – 19 март 1850), кралски хановерски генерал-лейтенант, дипломат, хесенски революционер. Участва в битката при Ватерлоо.
- Граф Ернст Фридрих фон Дьорнберг (16 април 1801 – 26 ноември 1878), издигнат на граф на 21 февруари 1865 г. във Виена. Брат на Вилхелмина фон Дьорнберг (6 март 1803 – 14 май 1835), омъжена от 1828 г. за княз Максимилиан Карл фон Турн и Таксис (1802–1871).
- Александър фон Дьорнберг (1901-1983), юрист и политик през Третия райх.